# Atenció primària

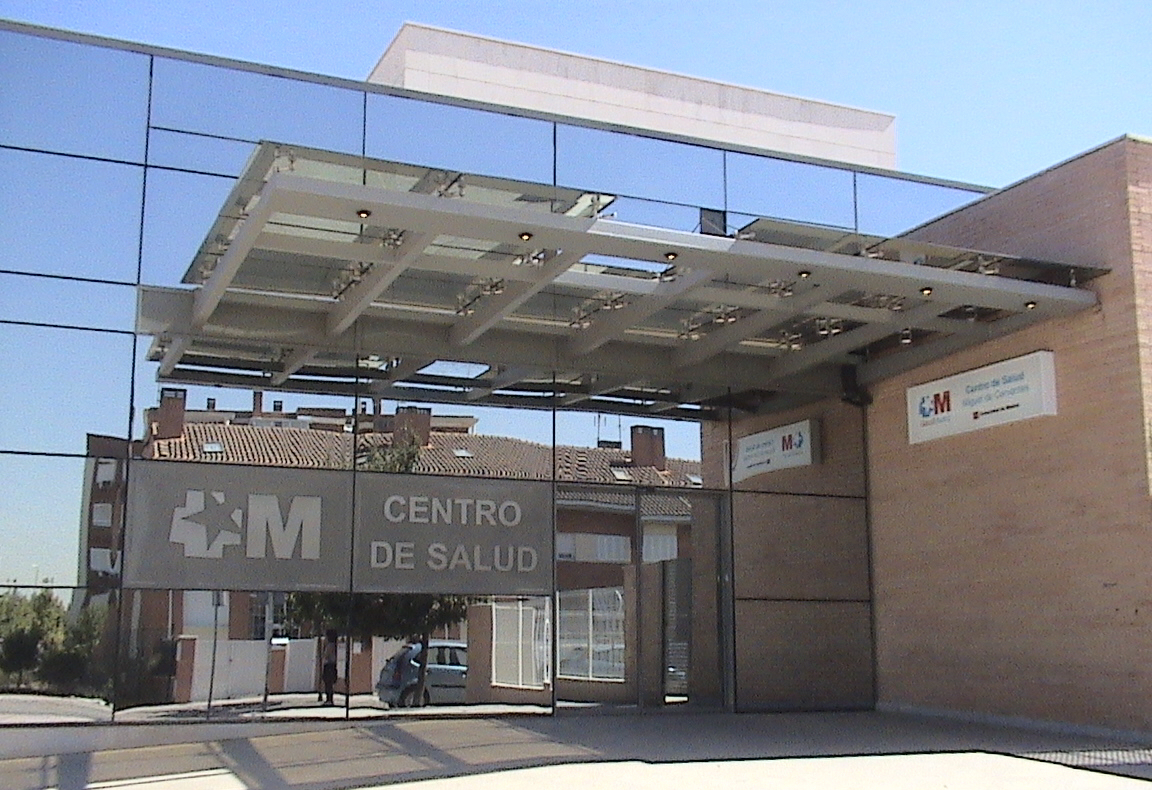
Centre de Salut Miguel de Cervantes a Alcalá de Henares (Província de Madrid - Espanya).

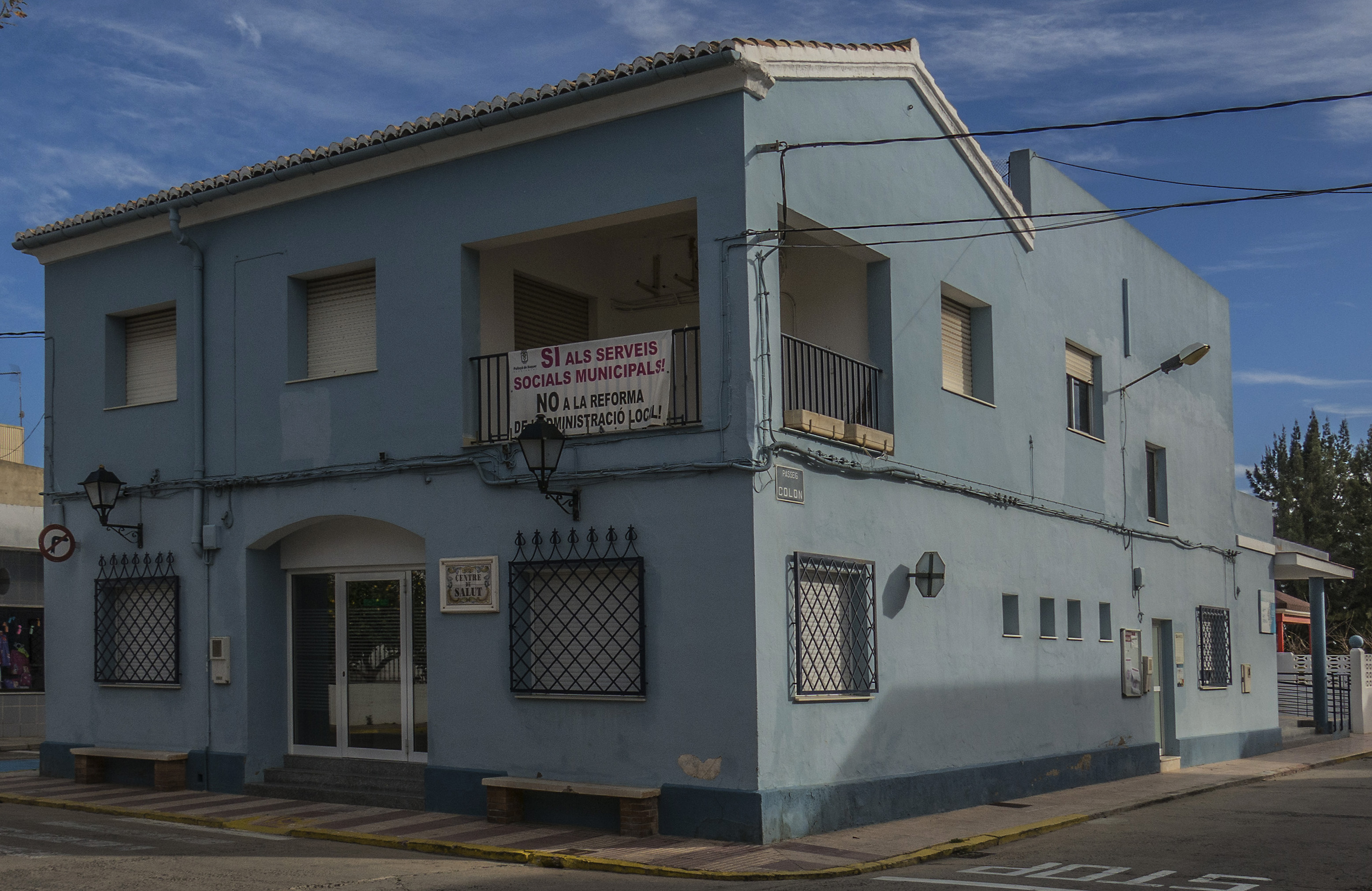
Centre de Salut a Polinyà de Xúquer, (País Valencià)

L'atenció primària de salut (APS) o simplement atenció primària (AP) és el nivell bàsic i inicial d'atenció sanitària; atenció basada en mètodes i tecnologia científicament sòlids i socialment acceptables. L'objectiu de l'atenció primària de salut és garantir la globalitat i continuïtat de l'atenció al llarg de tota la vida del pacient, actuant com a gestor i coordinador de casos i regulador de fluxos. Comprèn activitats de promoció de la salut, educació sanitària, prevenció de la malaltia, assistència sanitària, manteniment i recuperació de la salut, així com la rehabilitació física i el treball social.
Aquest model d'assistència sanitària ideal es va adoptar a la declaració de la Conferència Internacional d'Atenció Primària de Salut celebrada a Alma-Ata, Kazakhstan el 1978 (coneguda com la "Declaració d'Alma-Ata"), i es va convertir en un concepte bàsic de l'objectiu de la Salut per a tothom de l'Organització Mundial de la Salut. La Conferència Alma-Ata va mobilitzar un "moviment d'atenció primària de salut" de professionals i institucions, governs i organitzacions de la societat civil, investigadors i organitzacions de base que es van comprometre a abordar les desigualtats en salut "inacceptables políticament, socialment i econòmicament" de tots els països. Hi va haver molts factors que van inspirar l'APS; un exemple destacat van ser els metges descalços de la Xina.
Hom diferencia l'atenció especialitzada i l'atenció hospitalària de l'atenció primària. És el lloc habitual d'entrada al sistema sanitari i el lloc on es duen a terme tractament ambulatori o de poca complexitat tecnològica.
Encara que els factors sociodemogràfics, sens dubte, influeixen en la salut, un sistema sanitari orientat cap a l'atenció primària és una estratègia política de gran rellevància perquè el seu efecte és clar i relativament ràpid, en particular respecte a la prevenció de la progressió de la malaltia i els efectes de les lesions, sobretot a edats més primerenques.